# Sloopsteene
Das Naturschutzgebiet Sloopsteene ist eines der kleinsten Naturschutzgebiete im Kreis Steinfurt in Nordrhein-Westfalen. Das etwa 1,47 ha große Gebiet, das im Jahr 1938 unter Naturschutz gestellt wurde, erstreckt sich nordöstlich des Kernortes der Gemeinde Westerkappeln. Südlich verläuft die Landesstraße L 595 und östlich die A 1. In dem Gebiet liegt das Großsteingrab Große Sloopsteine.